# Anthomastus antarcticus
Anthomastus antarcticus is een zachte koraalsoort uit de familie Alcyoniidae. De koraalsoort komt uit het geslacht Anthomastus. Anthomastus antarcticus werd in 1910 voor het eerst wetenschappelijk beschreven door Kükenthal. 